# ISIS/Draw

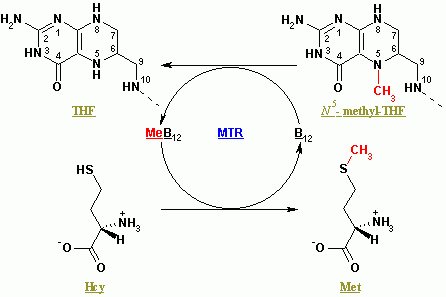
Un exemple d'un diagrama dibuixat amb ISIS/Draw

ISIS/Draw va ser un programa de dibuix d'estructura química per a Windows, publicat per MDL Information Systems. Estava disponible de franc per a ús acadèmic i personal. Va actuar com a interfície a ISIS/Base, un programa de base de dades químiques de la mateixa empresa, així com alguns altres productes ISIS (Integrated Scientific Information System). La primera versió del programa es va publicar el 1990, i l'última versió va ser la 2.5 el a 2002; ha estat reemplaçat per Symyx Draw.
ISIS/Draw va utilitzar el seu propi format de fitxer propietari, amb l'extensió .skc, i també va suportar formats de fitxers químics estàndard com MDL molfile, Rxnfile i TGfile. A causa del seu paper com a programa de preparació de consultes de bases de dades, ISIS/Draw va admetre una varietat d'àtoms especials i tipus d'enllaç utilitzats per a la cerca de subestructures, com ara àtoms comodins, enllaços aromàtics i anells d'anell, així com assignació d'àtoms, necessaris per a recerques de reaccions.
Mentre ISIS/Draw era principalment un programa de dibuix en 2D, tenia algunes funcions de rotació en 3D i podia interactuar amb Rasmol per a la visualització i representació en 3D. ISIS/Draw també va incloure característiques de validació d'estructures i reaccions i va poder calcular propietats elementals com la fórmula i el pes molecular.
Ara Accelrys Draw serveix com a substitut de ISIS/Draw. La versió més recent és la 4.0, a partir de març de 2011. Igual que amb ISIS/Draw, el programa està disponible de franc per als acadèmics.